# Jan Getler-Girtler
Jan Getler-Girtler (ur. 19 czerwca 1879 w Łukowie, zm. 23 maja 1970) – polski inżynier, urzędnik ministerialny II RP.

## Życiorys
Urodzony jako Jan Gürtler, syn Emila Ottona i Eufemii z Dobieckich. Uczył się w gimnazjum rządowym w Siedlcach. Po uzyskaniu świadectwa dojrzałości rozpoczął studia w Warszawskim Instytucie Politechnicznym, gdzie w 1905 uzyskał absolutorium, lecz studia przerwał wskutek strajku szkolnego. Podczas studiów, od 1903, należał do grupy młodzieży współdziałającej z Polską Partią Socjalistyczną (PPS), a w 1904 został członkiem tej partii w dzielnicy Powiśle. Od sierpnia 1906 do stycznia 1907 należał do kierownictwa PPS w okręgu lubelskim. Następnie działał do sierpnia 1907 w Kijowie i tam także w Instytucie Politechnicznym uzyskał dyplom inżyniera technologa. W latach 1907–1915 kierował eksploatacją i rozbudową wąskotorowej kolejki grójeckiej (Warszawa-Grójec).
Podczas I wojny światowej, w latach 1915–1918, przebywał w Rosji. Tam pracował początkowo jako kierownik wydziału mechanicznego na kolei ołonieckiej, od marca 1916 w Polowej Dyrekcji Kolejowej w Nowosokolnikach (kolej moskiewsko-windawsko-rybińska), a od marca 1917 był zastępcą naczelnika wydziału mechanicznego w zarządzie kolei południowo-zachodnich w Kijowie, działając jednocześnie w Komitecie Pomocy Ofiarom Wojny.
Po powrocie do kraju, w czerwcu 1918, został  inspektorem przemysłowym okręgu warszawskiego w Ministerstwie Przemysłu i Handlu. W grudniu 1918 został kierownikiem, a od lutego 1919 do 1933 naczelnikiem wydziału kolei dojazdowych w Ministerstwie Kolei Żelaznych (od 1926 Ministerstwo Komunikacji). W 1926 zorganizował Departament Lotnictwa Cywilnego w Ministerstwie Komunikacji i stanął na czele podkomisji eksploatacyjnej Komisji Polityki Lotniczej Ligi Obrony Powietrznej i Przeciwgazowej. W 1933 został wicedyrektorem Dyrekcji Okręgowej Kolei Państwowych w Toruniu, a od 1937 dyrektorem magistrali węglowej Herby Nowe-Gdynia w Dyrekcji Francusko-Polskiego Towarzystwa Węglowego w Bydgoszczy. W latach 30. brał aktywny udział w życiu społecznym, będąc m.in. do grudnia 1937 prezesem Pomorskiego Okręgu Kolejowego Przysposobienia Wojskowego oraz członkiem Wojewódzkiego Komitetu Wychowania Fizycznego i Przysposobienia Wojskowego w Toruniu. Był także prezesem Rady Nadzorczej Ludowej Spóldzielni Wydawniczej, prezesem Zarządu Oddziału Bydgoszcz-kolejowy PCK, wiceprezesem Aeroklubu Pomorskiego, wiceprezesem zarządu Pomorskiego Okręgu ZHP, członkiem Polskiego Związku Zachodniego.
Po wybuchu II wojny światowej ewakuował całą dyrekcję wraz z magazynami pod Łuck, a po jej rozwiązaniu wyjechał do Wilna. Po zajęciu Wilna w 1939 przez Rosjan pracował jako inżynier do specjalnych zleceń przy tamtejszej dyrekcji kolei. W 1941 powrócił do Warszawy, gdzie ukrywał się pod nazwiskiem Jan Wojtkowski. W sierpniu 1944 przedostał się z Warszawy do Gołkowa pod Piasecznem, gdzie przebywał do zakończenia wojny.
W marcu 1945 rozpoczął pracę na stanowisku inżyniera do szczególnych zleceń w dyrekcji Departamentu Ruchu Ministerstwa Komunikacji, skąd w październiku 1946 przeszedł do Państwowego Przedsiębiorstwa Budowy Mostów i Konstrukcji Stalowych „Mostostal”. Był m.in. kierownikiem budowy pięciu hangarów dla lotnictwa cywilnego w Warszawie oraz kierownikiem budowy masztu antenowego dla Polskiego Radia w Raszynie. Od kwietnia 1954 do przejścia na emeryturę w lipcu 1958 pracował w Centralnym Zarządzie Konstrukcji Stalowych w Ministerstwie Budownictwa Przemysłowego.
Zmarł 23 maja 1970. Został pochowany na Cmentarzu Ewangelickim w Lublinie.

## Ordery i odznaczenia
- Krzyż Kawalerski Orderu Odrodzenia Polski (11 listopada 1937)[4][5]
- Złoty Krzyż Zasługi (18 marca 1932)[6]
- Medal Niepodległości (4 listopada 1933)[7]